# Jozef Demaré
Jozef Demaré (Poperinge, 6 mei 1928 – Lissewege, 6 mei 2019) was een Belgisch acteur. 
Demaré maakte tussen 1947 en 2006 deel uit van het amateurtheatergezelschap Kunst vindt Gunst uit Lissewege bij Brugge, en werd in 2011 bij het grote publiek bekend met zijn filmdebuut als Nestor in de prent Het varken van Madonna van Frank Van Passel. Daarvoor speelde hij ook reeds een twintigtal figurantenrollen in de inmiddels opgedoekte VTM-reeks Wittekerke.
Als kind van zes verhuisde Demaré van zijn geboortestad Poperinge naar Zuienkerke, waar zijn vader werkte als stationschef. Sinds 1952 woonde hij in Lissewege. Professioneel was Demaré gedurende zijn hele leven werkzaam bij glasbedrijf Glaverbel, dat tegenwoordig AGC Glass Europe heet. Uit zijn huwelijk met Clara Cornille kwamen drie kinderen en vijf kleinkinderen voort.
Hij was een oom van radiopresentatrice Leen Demaré.